# North Delhi
North Delhi war von 2012 bis 2022 eine der fünf kommunalen Verwaltungseinheiten der indischen Megastadt Delhi (National Capital Territory of Delhi, kurz NCT). Sie umfasste mit rund 605 km² mehr als ein Drittel des NCT, ihre Einwohnerzahl wurde 2019 auf etwa 6,2 Millionen geschätzt. Die Verwaltungsbehörde hieß North Delhi Municipal Corporation.

## Geographie

North Delhi innerhalb des NCT

North Delhi nahm grob die Nordhälfte des eine einzige große Agglomeration bildenden NCT auf der orographisch rechten, westlichen Seite des Yamuna ein. Es erstreckte sich dabei nicht nur über den gleichnamigen Distrikt North Delhi, sondern auch über North West Delhi und Central Delhi sowie einen Teil von West Delhi. Es grenzte dabei auf weiter Strecke an den benachbarten Bundesstaat Haryana und – dem Yamuna entlang – an Uttar Pradesh.

## Geschichte und Verwaltung
North Delhi wurde im Jahr 2012 gegründet, als die damalige Municipal Corporation of Delhi, die das gesamte Hauptstadtterritorium mit der Ausnahme der relativ kleinen Gebiete von New Delhi und Delhi Cantonment verwaltet hatte, in drei neue kommunale Verwaltungseinheiten aufgesplittet wurde: North Delhi, South Delhi und East Delhi.
North Delhi hatte einen Bürgermeister, der vom Stadtrat (council) gewählt wurde. Die direkt gewählten 104 Mitglieder des Stadtrats vertraten jeweils ein Stadtviertel (ward).
2022 wurde North Delhi wieder mit East Delhi und South Delhi zur neuen Municipal Corporation of Delhi fusioniert.

## Sehenswürdigkeiten
Die Sehenswürdigkeiten North Delhis konzentrieren sich insbesondere in Shahjahanabad (Old Delhi bzw. Alt-Delhi), dem vorkolonialzeitlichen Stadtzentrum im Süden des ehemaligen Gemeindegebiets. Das bekannteste Baudenkmal ist das Rote Fort, eine Festungs- und Palastanlage aus der Epoche des Mogulreichs, das zum alten Stadtkern hin vom Lahore Gate begrenzt wird. Rund 400 Meter westlich davon erhebt sich auf einem kleinen Hügel die Jama Masjid, eine der größten Moscheen der islamischen Welt. Ebenfalls in Shahjahanabad liegt der Chandni Chowk, der älteste noch bestehende Markt der Metropole, am dem sich mit dem Gurudwara Sis Ganj Sahib und dem Sri Digambar Jain Lal Mandir auch zwei wichtige Gebetsstätten für die Sikh- und Jain-Gemeinschaften Delhis befinden.
Im übrigen ehemaligen Gemeindegebiet North Delhis sind historische Bauten wesentlich seltener anzutreffen als in South Delhi. In der Parkanlage der Kamla Nehru Ridge befindet sich eine der zwei Ashoka-Säulen Delhis, die von Firuz Schah Tughluq hierher versetzt wurden (die andere steht in Ferozabad). Wichtige Monumente der Kolonialzeit sind der anlässlich des Delhi Durbar angelegte Coronation Park und die St. James’ Church.

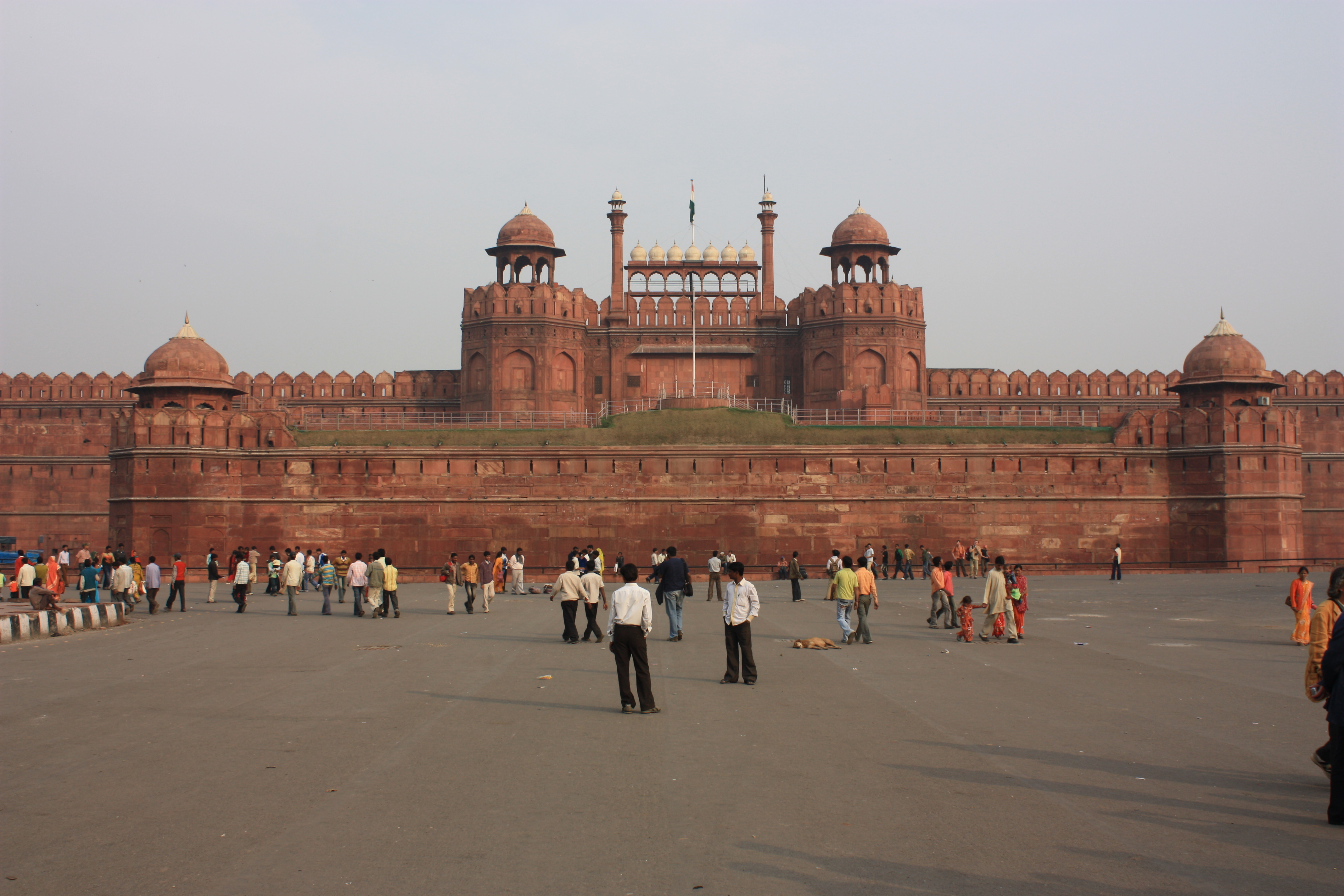
Rotes Fort
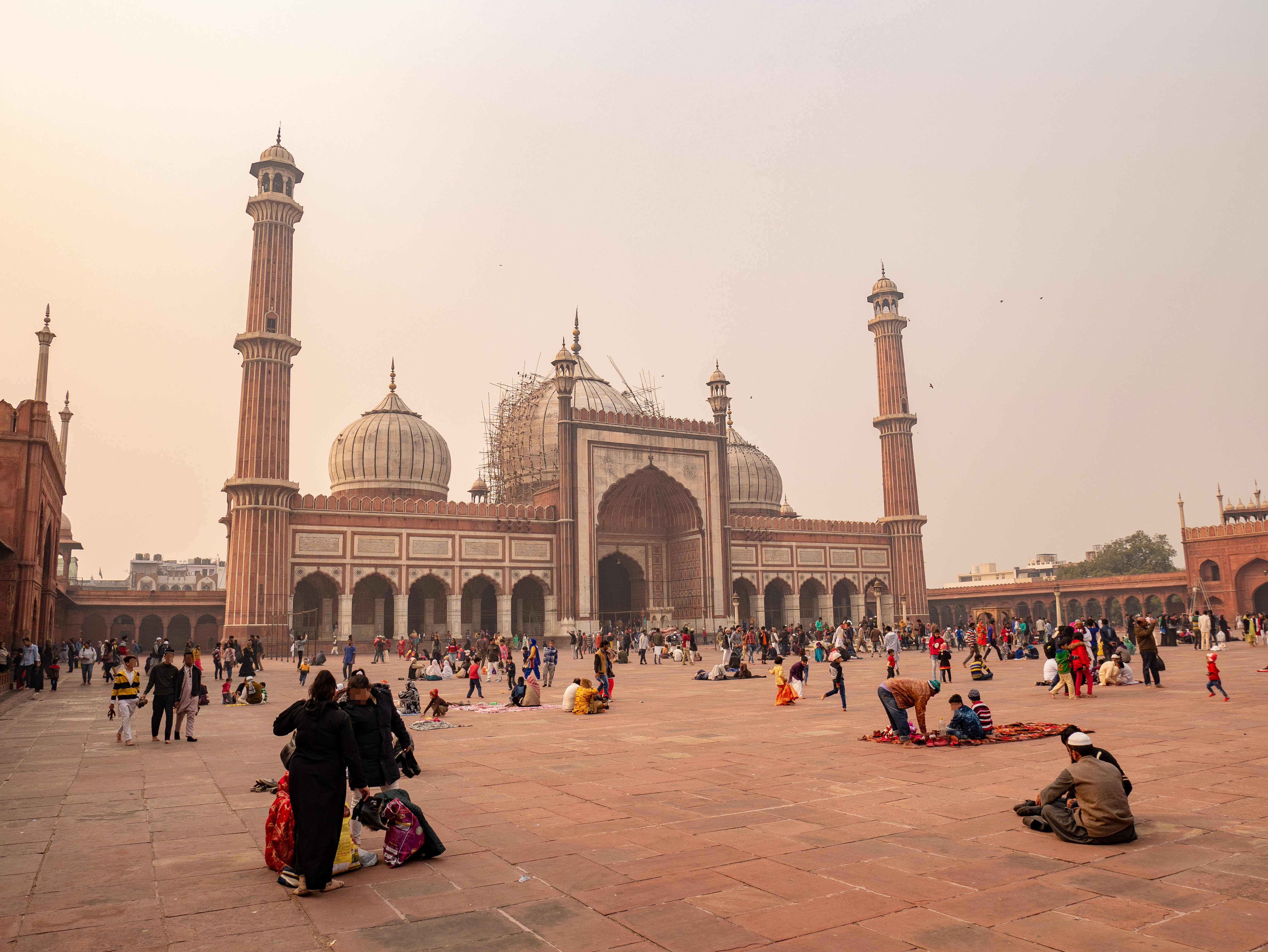
Jama Masjid
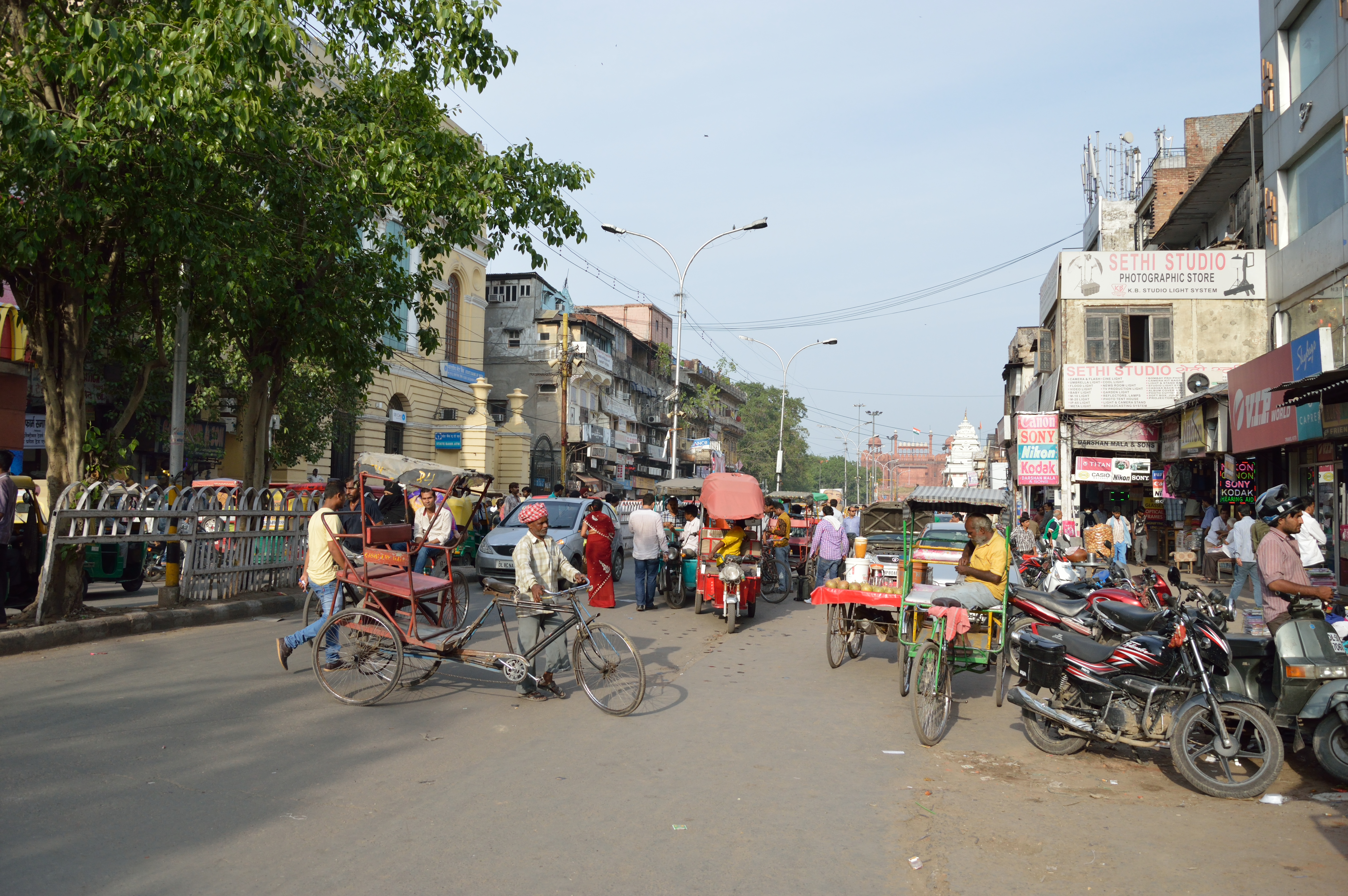
Chandni Chowk
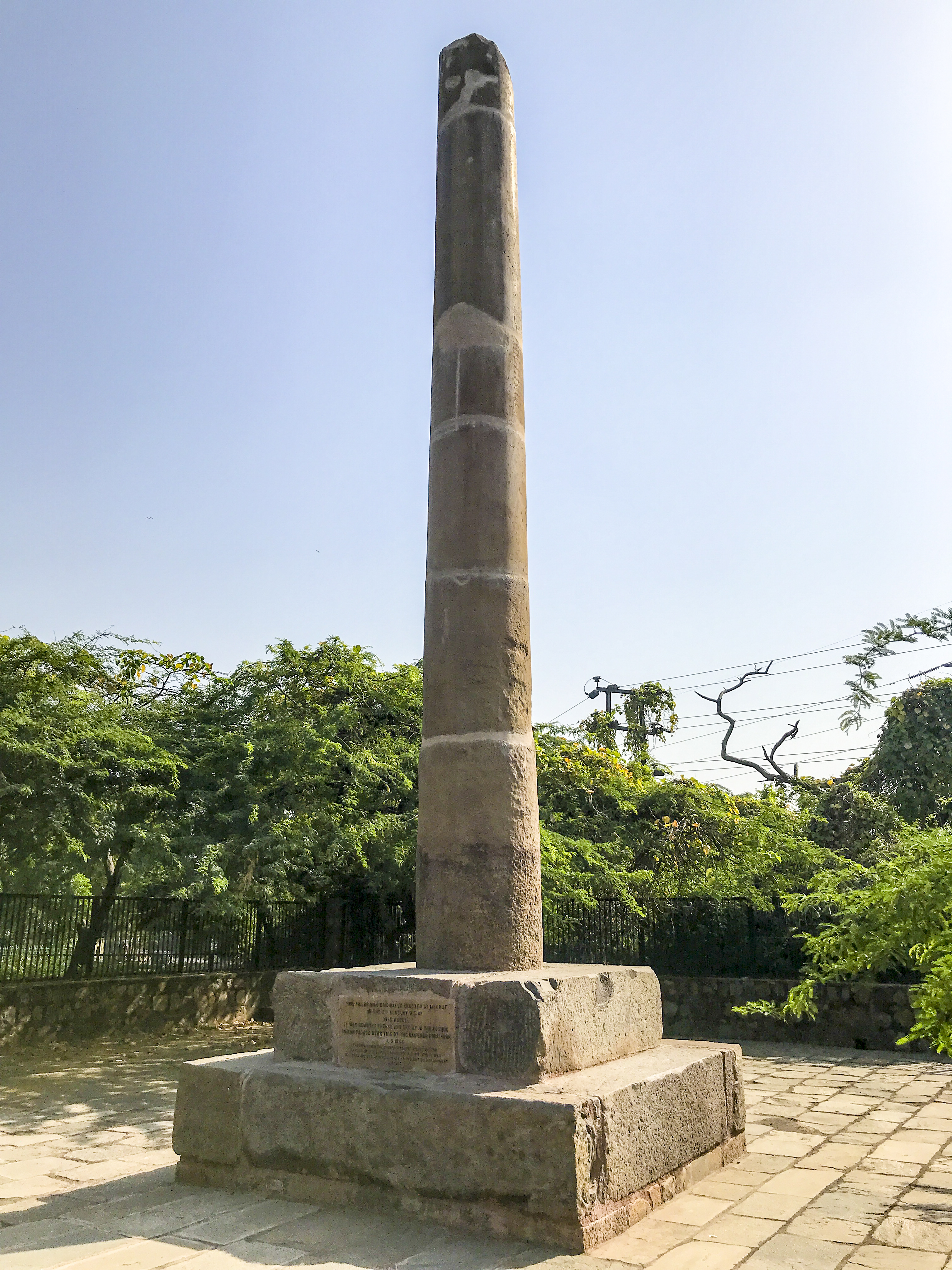
Ashoka-Säule
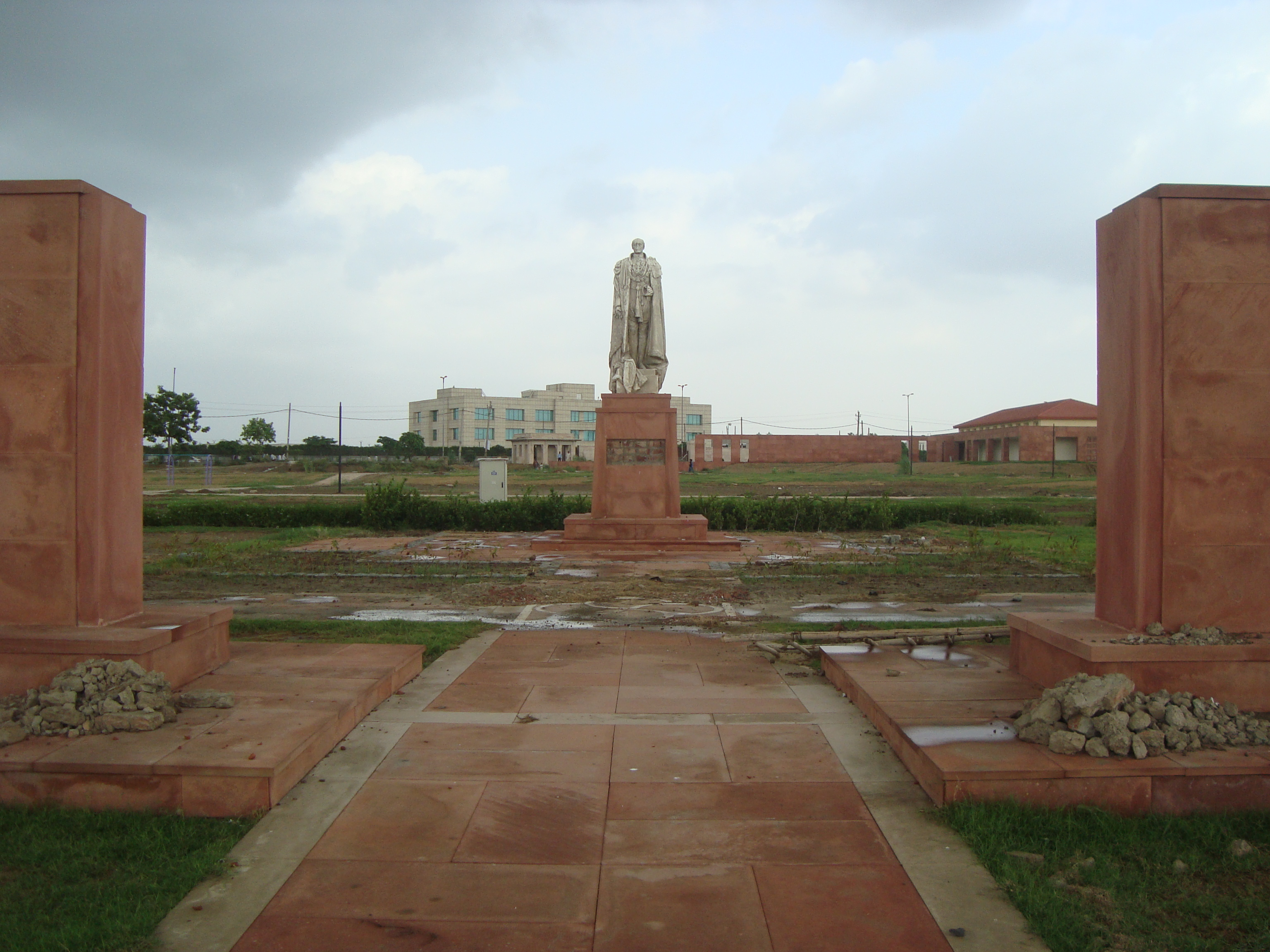
Coronation Park